# Julianne Moore
Julianne Moore (sinh ngày 3 tháng 12 năm 1960) là một nữ diễn viên người Mỹ. Bà đã giành được một Giải Oscar, Quả cầu vàng 6 lần, giải BAFTA 3 lần và 2 lần giành giải Emmy. Bà cũng là người thứ 2.507 được khắc tên trên Đại lộ danh vọng nhằm tôn vinh những thành tựu và cống hiến của bà trong lĩnh vực điện ảnh

### Cuộc đời
Moore tên đầy đủ Julie Anne Smith sinh vào ngày 3 tháng 12 năm 1960, [1] tại căn cứ quân đội Fort Bragg ở Bắc Carolina, là chị cả trong gia đình có ba anh chị em. [2] Cha của cô, Peter Moore Smith, [3] một lính nhảy dù trong Quân đội Hoa Kỳ trong Chiến tranh Việt Nam, đã đạt cấp bậc đại tá và trở thành một thẩm phán quân sự. [4] [5] Mẹ của cô, Anne (nhũ danh Love 1940-2009), [6] là một nhà tâm lý học và nhân viên xã hội người Scotland từ Greenock, người đã nhập cư vào Hoa Kỳ vào năm 1951 cùng gia đình. [3] [7] Moore có một em gái, Valerie Smith, và một em trai, tiểu thuyết gia Peter Moore Smith. [3] [8] [9] Mang trong mình nửa dòng máu Scotland, Moore tuyên bố nhập quốc tịch Anh vào năm 2011 để tôn vinh người mẹ quá cố của cô. [2] [10]Moore thường xuyên di chuyển khắp Hoa Kỳ khi còn nhỏ, do sự nghiệp của cha cô. Do đó, cô ấy gần gũi với gia đình của mình, nhưng đã nói rằng cô ấy chưa bao giờ có cảm giác đến từ một nơi cụ thể. [1] [5] Gia đình sống ở nhiều địa điểm, bao gồm Alabama, Georgia, Texas, Panama, Nebraska, Alaska, New York và Virginia, và Moore theo học ở chín trường khác nhau. [11] Việc chuyển chỗ ở liên tục khiến cô trở thành một đứa trẻ không an toàn, và cô đã phải vật lộn để thiết lập tình bạn. [2] [5] Bất chấp những khó khăn đó, Moore sau đó đã nhận xét rằng lối sống lo lắng có lợi cho sự nghiệp tương lai của cô: "Khi bạn di chuyển nhiều, bạn học được rằng hành vi có thể thay đổi được. Tôi sẽ thay đổi, tùy thuộc vào vị trí của tôi ... Nó dạy cho bạn cách quan sát , để phát minh lại, nhân vật đó có thể thay đổi. "[12]
Khi Moore mười sáu tuổi, gia đình chuyển từ Falls Church, Virginia, nơi Moore đang theo học tại Trường Trung học Công lý, đến Frankfurt, Tây Đức, nơi cô theo học tại Trường Trung học Mỹ Frankfurt. [5] [11] Cô thông minh và chăm học, tự nhận mình là "gái ngoan", và cô định trở thành bác sĩ. [4] Cô ấy chưa bao giờ nghĩ đến việc biểu diễn, hoặc thậm chí tham gia nhà hát, [11] nhưng cô ấy là một người ham đọc sách và chính sở thích này đã khiến cô ấy bắt đầu học diễn xuất tại trường. [1] [13] Moore xuất hiện trong một số vở kịch, bao gồm Tartuffe và Medea, và với sự khuyến khích của giáo viên tiếng Anh, cô đã chọn theo đuổi sự nghiệp sân khấu. [14] Cha mẹ của cô ấy ủng hộ quyết định của cô ấy, nhưng yêu cầu cô ấy đào tạo ở trường đại học để cung cấp thêm sự an toàn cho tấm bằng đại học. [4] Cô được nhận vào Đại học Boston và tốt nghiệp BFA tại Nhà hát năm 1983.

## Danh mục phim
| Năm                       | Tên phim                           | Vai tham gia                  | Ghi chú |
| ------------------------- | ---------------------------------- | ----------------------------- | --- |
| 1984                      | The Edge of Night                  | Carmen Engler                 | |
| 1985–1988; 2010 1986–1988 | As the World Turns                 | Frannie Hughes Sabrina Hughes | Daytime Emmy Award for Outstanding Younger Actress in a Drama Series (1988) |
| 1987                      | I'll Take Manhattan                | India West                    | Phim truyền hình bộ ít tập |
| 1989                      | Money, Power, Murder               | Peggy Lynn Brady              | Phim truyền hình |
| 1990                      | Tales from the Darkside: The Movie | Susan                         | |
| 1991                      | The Last to Go                     | Marcy                         | Phim truyền hình |
| 1991                      | Cast a Deadly Spell                | Connie Stone                  | Phim truyền hình |
| 1992                      | The Hand That Rocks the Cradle     | Marlene Craven                | Đề cử — Saturn Award for Nữ diễn viên phụ xuất sắc nhất |
| 1992                      | The Gun in Betty Lou's Handbag     | Elinor                        | |
| 1993                      | Body of Evidence                   | Sharon Dulaney                | |
| 1993                      | Benny & Joon                       | Ruthie                        | |
| 1993                      | The Fugitive                       | Dr. Anne Eastman              | |
| 1993                      | Short Cuts                         | Marian Wyman                  | Golden Globe Special Ensemble Award Volpi Cup Đề cử — Independent Spirit Award for Best Supporting Female |
| 1994                      | Vanya on 42nd Street               | Yelena                        | Boston Society of Film Critics Award for Nữ diễn viên chính xuất sắc nhất Đề cử — Chlotrudis Award for Nữ diễn viên chính xuất sắc nhất |
| 1995                      | Safe                               | Carol White                   | Đề cử — Chlotrudis Award for Nữ diễn viên chính xuất sắc nhất Đề cử — Independent Spirit Award for Best Lead Female |
| 1995                      | Roommates                          | Beth Holzcek                  | |
| 1995                      | Nine Months                        | Rebecca Taylor                | |
| 1995                      | Assassins                          | Electra                       | |
| 1996                      | Surviving Picasso                  | Dora Maar                     | |
| 1997                      | The Myth of Fingerprints           | Mia                           | Đề cử — Online Film Critics Society Award for Nữ diễn viên phụ xuất sắc nhất |
| 1997                      | The Lost World: Jurassic Park      | Dr. Sarah Harding             | Đề cử — Blockbuster Entertainment Award for Favorite Actress – Sci-Fi |
| 1997                      | Boogie Nights                      | Amber Waves                   | Florida Film Critics Circle Award for Nữ diễn viên phụ xuất sắc nhất Florida Film Critics Circle Award for Best Cast National Society of Film Critics Award for Nữ diễn viên phụ xuất sắc nhất Satellite Award for Nữ diễn viên phụ xuất sắc nhất – Motion Picture Đề cử — Academy Award for Nữ diễn viên phụ xuất sắc nhất Đề cử — Chicago Film Critics Association Award for Nữ diễn viên phụ xuất sắc nhất Đề cử — Chlotrudis Award for Nữ diễn viên phụ xuất sắc nhất (also for The Myth of Fingerprints) Đề cử — Golden Globe Award for Nữ diễn viên phụ xuất sắc nhất – Motion Picture Đề cử — Screen Actors Guild Award for Outstanding Performance by a Female Actor in a Supporting Role Đề cử — Screen Actors Guild Award for Outstanding Performance by a Cast in a Motion Picture |
| 1997                      | Chicago Cab                        | Distraught Woman              | |
| 1998                      | The Big Lebowski                   | Maude Lebowski                | Đề cử — Satellite Award for Nữ diễn viên phụ xuất sắc nhất – Motion Picture |
| 1998                      | Psycho                             | Lila Crane                    | |
| 1999                      | Cookie's Fortune                   | Cora Duvall                   | Dallas-Fort Worth Film Critics Association Award for Nữ diễn viên phụ xuất sắc nhất |
| 1999                      | An Ideal Husband                   | Mrs. Laura Cheveley           | Đề cử — Chicago Film Critics Association Award for Nữ diễn viên phụ xuất sắc nhất Đề cử — Golden Globe Award for Nữ diễn viên chính xuất sắc nhất – Motion Picture Musical or Comedy Đề cử — Satellite Award for Nữ diễn viên chính xuất sắc nhất – Motion Picture Musical or Comedy |
| 1999                      | A Map of the World                 | Theresa Collins               | |
| 1999                      | The End of the Affair              | Sarah Miles                   | Đề cử — Academy Award for Nữ diễn viên chính xuất sắc nhất Đề cử — BAFTA Award for Nữ diễn viên chính xuất sắc nhất in a Leading Role Đề cử — Chicago Film Critics Association Award for Nữ diễn viên chính xuất sắc nhất Đề cử — Chlotrudis Award for Nữ diễn viên chính xuất sắc nhất (also for An Ideal Husband) Đề cử — Golden Globe Award for Nữ diễn viên chính xuất sắc nhất – Motion Picture Drama Đề cử — London Film Critics Circle Award for Nữ diễn viên chính xuất sắc nhất Đề cử — Screen Actors Guild Award for Outstanding Performance by a Female Actor in a Leading Role |
| 1999                      | Magnolia                           | Linda Partridge               | Florida Film Critics Circle Award for Best Cast National Board of Review Award for Nữ diễn viên phụ xuất sắc nhất National Board of Review Award for Best Cast Đề cử — Online Film Critics Society Award for Nữ diễn viên phụ xuất sắc nhất Đề cử — Screen Actors Guild Award for Outstanding Performance by a Female Actor in a Supporting Role Đề cử — Screen Actors Guild Award for Outstanding Performance by a Cast in a Motion Picture Đề cử — Blockbuster Entertainment Award for Favorite Supporting Actress – Drama |
| 2000                      | The Ladies Man                     | Audrey                        | Cameo appearance |
| 2001                      | Hannibal                           | Agent Clarice Starling        | Đề cử — Saturn Award for Nữ diễn viên chính xuất sắc nhất |
| 2001                      | Evolution                          | Dr. Allison Reed              | |
| 2001                      | The Shipping News                  | Wavey Prowse                  | |
| 2001                      | World Traveler                     | Dulcie                        | |
| 2002                      | Far from Heaven                    | Cathy Whitaker                | Broadcast Film Critics Association Award for Nữ diễn viên chính xuất sắc nhất Chicago Film Critics Association Award for Nữ diễn viên chính xuất sắc nhất Chlotrudis Award for Nữ diễn viên chính xuất sắc nhất Dallas-Fort Worth Film Critics Association Award for Nữ diễn viên chính xuất sắc nhất Florida Film Critics Circle Award for Nữ diễn viên chính xuất sắc nhất Independent Spirit Award for Best Lead Female Kansas City Film Critics Circle Award for Nữ diễn viên chính xuất sắc nhất London Film Critics Circle Award for Nữ diễn viên chính xuất sắc nhất Los Angeles Film Critics Association Award for Nữ diễn viên chính xuất sắc nhất (also for The Hours) National Board of Review Award for Nữ diễn viên chính xuất sắc nhất Online Film Critics Society Award for Nữ diễn viên chính xuất sắc nhất Phoenix Film Critics Society Award for Nữ diễn viên chính xuất sắc nhất San Diego Film Critics Society Award for Nữ diễn viên chính xuất sắc nhất Seattle Film Critics Award for Nữ diễn viên chính xuất sắc nhất Southeastern Film Critics Association Award for Nữ diễn viên chính xuất sắc nhất Toronto Film Critics Association Award for Nữ diễn viên chính xuất sắc nhất Vancouver Film Critics Circle Award for Nữ diễn viên chính xuất sắc nhất Washington D.C. Area Film Critics Association for Nữ diễn viên chính xuất sắc nhất Volpi Cup Village Voice Film Poll – Best Lead Performance Đề cử — Academy Award for Nữ diễn viên chính xuất sắc nhất Đề cử — Empire Award for Nữ diễn viên chính xuất sắc nhất Đề cử — Golden Globe Award for Nữ diễn viên chính xuất sắc nhất – Motion Picture Drama Đề cử — Satellite Award for Nữ diễn viên chính xuất sắc nhất – Motion Picture Drama Đề cử — Screen Actors Guild Award for Outstanding Performance by a Female Actor in a Leading Role |
| 2002                      | The Hours                          | Laura Brown                   | Los Angeles Film Critics Association Award for Nữ diễn viên chính xuất sắc nhất (also for Far from Heaven) Silver Bear for Nữ diễn viên chính xuất sắc nhất (shared with Meryl Streep và Nicole Kidman) Đề cử — Academy Award for Nữ diễn viên phụ xuất sắc nhất Đề cử — BAFTA Award for Nữ diễn viên chính xuất sắc nhất in a Supporting Role Đề cử — Chicago Film Critics Association Award for Nữ diễn viên phụ xuất sắc nhất Đề cử — Las Vegas Film Critics Society Award for Nữ diễn viên phụ xuất sắc nhất Đề cử — Phoenix Film Critics Society Award for Best Cast Đề cử — Satellite Award for Nữ diễn viên phụ xuất sắc nhất – Motion Picture Đề cử — Screen Actors Guild Award for Outstanding Performance by a Cast in a Motion Picture Đề cử — Screen Actors Guild Award for Outstanding Performance by a Female Actor in a Supporting Role |
| 2004                      | Marie and Bruce                    | Marie                         | |
| 2004                      | Laws of Attraction                 | Audrey Woods                  | |
| 2004                      | The Forgotten                      | Telly Paretta                 | Đề cử — Saturn Award for Nữ diễn viên chính xuất sắc nhất |
| 2005                      | The Prize Winner of Defiance, Ohio | Evelyn Ryan                   | Đề cử — Satellite Award for Nữ diễn viên chính xuất sắc nhất – Motion Picture Drama |
| 2005                      | Trust the Man                      | Rebecca                       | |
| 2006                      | Freedomland                        | Brenda Martin                 | |
| 2006                      | Children of Men                    | Julian                        | |
| 2007                      | Next                               | Callie Ferris                 | |
| 2007                      | I'm Not There                      | Alice                         | Robert Altman Award (shared with Acting Ensemble, Director and Casting Director) |
| 2007                      | Savage Grace                       | Barbara Daly Baekeland        | |
| 2008                      | Eagle Eye                          | ARIIA                         | Voice role; uncredited |
| 2008                      | Blindness                          | Doctor's Wife                 | Đề cử — Saturn Award for Nữ diễn viên chính xuất sắc nhất Đề cử — Vancouver Film Critics Circle Award for Nữ diễn viên chính xuất sắc nhất in a Canadian Film |
| 2009                      | The Private Lives of Pippa Lee     | Kat                           | |
| 2009                      | A Single Man                       | Charlotte                     | Hollywood Film Festival Award for Nữ diễn viên phụ xuất sắc nhất Đề cử — Broadcast Film Critics Association Award for Nữ diễn viên phụ xuất sắc nhất Đề cử — Chicago Film Critics Association Award for Nữ diễn viên phụ xuất sắc nhất Đề cử — Chlotrudis Award for Nữ diễn viên phụ xuất sắc nhất Đề cử — Golden Globe Award for Nữ diễn viên phụ xuất sắc nhất – Motion Picture Đề cử — Washington D.C. Area Film Critics Association Award for Nữ diễn viên phụ xuất sắc nhất |
| 2009                      | Chloe                              | Catherine                     | |
| 2009-2010                 | 30 Rock                            | Nancy Donovan                 | TV series (5 Tậps) |
| 2010                      | Elektra Luxx                       | Virgin Mary                   | Uncredited cameo role |
| 2010                      | Shelter                            | Cara                          | |
| 2010                      | The Kids Are All Right             | Jules                         | Chlotrudis Award for Best Cast Comedy Film Award for Nữ diễn viên chính xuất sắc nhất Đề cử — BAFTA Award for Nữ diễn viên chính xuất sắc nhất in a Leading Role Đề cử — Golden Globe Award for Nữ diễn viên chính xuất sắc nhất – Motion Picture Musical or Comedy Đề cử — Houston Film Critics Society Award for Nữ diễn viên phụ xuất sắc nhất Đề cử — Satellite Award for Nữ diễn viên chính xuất sắc nhất – Motion Picture Musical or Comedy Đề cử — Gotham Award for Best Ensemble Performance Đề cử — Phoenix Film Critics Society Award for Nữ diễn viên chính xuất sắc nhất Đề cử — Screen Actors Guild Award for Outstanding Performance by a Cast in a Motion Picture |
| 2011                      | Crazy, Stupid, Love.               | Emily Weaver                  | Đề cử — Detroit Film Critics Society Award for Best Ensemble |
| 2012                      | Game Change                        | Sarah Palin                   | Television film Critics' Choice Television Award for Best Movie/Miniseries Actress Primetime Emmy Award for Outstanding Lead Actress in a Miniseries or a Movie Đề cử — Golden Nymph Award for Best Performance by an Actress in a Television Film Đề cử — Satellite Award for Nữ diễn viên chính xuất sắc nhất - Miniseries or Phim truyền hình Đề cử — Women's Image Network Award for Nữ diễn viên chính xuất sắc nhất in a Miniseries or TV Movie |
| 2012                      | Being Flynn                        | Jody Flynn                    | |
| 2012                      | The English Teacher                | Linda Sinclair                | post-production |
| 2012                      | What Maisie Knew                   | Susanna                       | post-production |
| 2013                      | The Seventh Son                    | Mother Malkin                 | filming |
| 2013                      | Don Jon's Addiction                |                               | filming |
| 2013                      | Carrie                             | Margaret White                | post-production |

## Giải thưởng
| Năm  | Giải thưởng                                        | Hạng mục                                                                                    | Phim                                                                | Kết quả   |
| ---- | -------------------------------------------------- | ------------------------------------------------------------------------------------------- | ------------------------------------------------------------------- | --------- |
| 1988 | Daytime Emmy Award                                 | Outstanding Ingenue in a Drama Series                                                       | As the World Turns                                                  | Đoạt giải |
| 1989 | Soap Opera Digest Awards                           | Nữ diễn viên phụ xuất sắc nhất - Daytime                                                    | As the World Turns                                                  | Đề cử     |
| 1993 | Academy of Science Fiction, Fantasy & Horror Films | Nữ diễn viên phụ xuất sắc nhất                                                              | The Hand That Rocks the Cradle                                      | Đề cử     |
| 1993 | Venice Film Festival                               | Special Volpi Cup                                                                           | Short Cuts                                                          | Đoạt giải |
| 1994 | Boston Society of Film Critics Awards              | Nữ diễn viên chính xuất sắc nhất                                                            | Vanya on 42nd Street                                                | Đoạt giải |
| 1994 | Golden Globe                                       | Vai diễn phù hợp nhất                                                                       | Short Cuts                                                          | Đoạt giải |
| 1994 | Independent Spirit Awards                          | Nữ diễn viên phụ xuất sắc nhất                                                              | Short Cuts                                                          | Đề cử     |
| 1995 | Chlotrudis Awards                                  | Nữ diễn viên chính xuất sắc nhất                                                            | Vanya on 42nd Street                                                | Đề cử     |
| 1996 | Chlotrudis Awards                                  | Nữ diễn viên chính xuất sắc nhất                                                            | Safe                                                                | Đề cử     |
| 1996 | Independent Spirit Awards                          | Vai diễn chính xuất sắc nhất                                                                | Safe                                                                | Đề cử     |
| 1997 | Los Angeles Film Critics Association Awards        | Nữ diễn viên phụ xuất sắc nhất                                                              | Boogie Nights                                                       | Đoạt giải |
| 1998 | Academy Award                                      | Nữ diễn viên phụ xuất sắc nhất                                                              | Boogie Nights                                                       | Đề cử     |
| 1998 | Blockbuster Entertainment Awards                   | Favorite Actress - Sci-Fi                                                                   | The Lost World: Jurassic Park                                       | Đề cử     |
| 1998 | Chicago Film Critics Association Awards            | Nữ diễn viên phụ xuất sắc nhất                                                              | Boogie Nights                                                       | Đề cử     |
| 1998 | Chlotrudis Awards                                  | Nữ diễn viên phụ xuất sắc nhất                                                              | Boogie Nights and The Myth of Fingerprints                          | Đề cử     |
| 1998 | Florida Film Critics Circle Awards                 | Vai diễn phù hợp nhất                                                                       | Boogie Nights                                                       | Đoạt giải |
| 1998 | Florida Film Critics Circle Awards                 | Nữ diễn viên phụ xuất sắc nhất                                                              | Boogie Nights                                                       | Đoạt giải |
| 1998 | Golden Globes                                      | Best Performance by an Actress in a Supporting Role in a Motion Picture                     | Boogie Nights                                                       | Đề cử     |
| 1998 | National Society of Film Critics Awards            | Nữ diễn viên phụ xuất sắc nhất                                                              | Boogie Nights                                                       | Đoạt giải |
| 1998 | Online Film Critics Society Awards                 | Nữ diễn viên phụ xuất sắc nhất                                                              | The Myth of Fingerprints                                            | Đề cử     |
| 1998 | Satellite Awards                                   | Best Performance by an Actress in a Supporting Role in a Motion Picture - Drama             | Boogie Nights                                                       | Đoạt giải |
| 1998 | Screen Actors Guild Awards                         | Vai diễn phù hợp nhất                                                                       | Boogie Nights                                                       | Đề cử     |
| 1998 | Screen Actors Guild Awards                         | Nữ diễn viên phụ xuất sắc nhất                                                              | Boogie Nights                                                       | Đề cử     |
| 1999 | National Board of Review                           | Vai diễn phù hợp nhất                                                                       | Magnolia                                                            | Đoạt giải |
| 1999 | National Board of Review                           | Nữ diễn viên phụ xuất sắc nhất                                                              | Magnolia, A Map of the World and An Ideal Husband                   | Đoạt giải |
| 1999 | Satellite Awards                                   | Best Performance by an Actress in a Supporting Role in a Motion Picture - Comedy or Musical | The Big Lebowski                                                    | Đề cử     |
| 2000 | Academy Award                                      | Vai diễn chính xuất sắc nhất                                                                | The End of the Affair                                               | Đề cử     |
| 2000 | BAFTA Award                                        | Vai diễn chính xuất sắc nhất                                                                | The End of the Affair                                               | Đề cử     |
| 2000 | Blockbuster Entertainment Awards                   | Nữ diễn viên phụ xuất sắc nhất - Drama                                                      | Magnolia                                                            | Đề cử     |
| 2000 | Chicago Film Critics Association Awards            | Nữ diễn viên chính xuất sắc nhất                                                            | The End of the Affair                                               | Đề cử     |
| 2000 | Chicago Film Critics Association Awards            | Nữ diễn viên phụ xuất sắc nhất                                                              | The Hours                                                           | Đề cử     |
| 2000 | Chlotrudis Awards                                  | Nữ diễn viên chính xuất sắc nhất                                                            | The End of the Affair and An Ideal Husband                          | Đề cử     |
| 2000 | Dallas-Fort Worth Film Critics Association Awards  | Nữ diễn viên phụ xuất sắc nhất                                                              | Cookie's Fortune                                                    | Đoạt giải |
| 2000 | Florida Film Critics Circle Awards                 | Vai diễn phù hợp nhất                                                                       | Magnolia                                                            | Đoạt giải |
| 2000 | Golden Globes                                      | Best Performance by an Actress in a Motion Picture - Comedy/Musical                         | An Ideal Husband                                                    | Đề cử     |
| 2000 | Golden Globes                                      | Best Performance by an Actress in a Motion Picture - Drama                                  | The End of the Affair                                               | Đề cử     |
| 2000 | National Society of Film Critics Awards            | Nữ diễn viên phụ xuất sắc nhất                                                              | Magnolia, Cookie's Fortune, A Map of the World and An Ideal Husband | 2nd Place |
| 2000 | National Society of Film Critics Awards            | Nữ diễn viên chính xuất sắc nhất                                                            | The End of the Affair                                               | 3rd Place |
| 2000 | Online Film Critics Society Awards                 | Nữ diễn viên phụ xuất sắc nhất                                                              | Magnolia                                                            | Đề cử     |
| 2000 | Satellite Awards                                   | Best Performance by an Actress in a Motion Picture, Comedy or Musical                       | An Ideal Husband                                                    | Đề cử     |
| 2000 | Screen Actors Guild Awards                         | Vai diễn phù hợp nhất                                                                       | Magnolia                                                            | Đề cử     |
| 2000 | Screen Actors Guild Awards                         | Vai diễn chính xuất sắc nhất                                                                | The End of the Affair                                               | Đề cử     |
| 2000 | Screen Actors Guild Awards                         | Nữ diễn viên phụ xuất sắc nhất                                                              | Magnolia                                                            | Đề cử     |
| 2001 | London Critics Circle Film Awards                  | Actress of the Year                                                                         | The End of the Affair                                               | Đề cử     |
| 2001 | MTV Movie Awards                                   | Best Kiss                                                                                   | Hannibal                                                            | Đề cử     |
| 2001 | Sundance Film Festival                             | Tribute to Independent Vision Award                                                         |                                                                     | Đoạt giải |
| 2002 | Academy of Science Fiction, Fantasy & Horror Films | Nữ diễn viên chính xuất sắc nhất                                                            | Hannibal                                                            | Đoạt giải |
| 2002 | Boston Society of Film Critics Awards              | Nữ diễn viên chính xuất sắc nhất                                                            | Far from Heaven                                                     | 2nd Place |
| 2002 | Gotham Awards                                      | Actor Award                                                                                 |                                                                     | Đoạt giải |
| 2002 | Los Angeles Film Critics Association Awards        | Nữ diễn viên chính xuất sắc nhất                                                            | Far from Heaven and The Hours                                       | Đoạt giải |
| 2002 | National Board of Review                           | Nữ diễn viên chính xuất sắc nhất                                                            | Far from Heaven                                                     | Đoạt giải |
| 2002 | New York Film Critics Circle Awards                | Nữ diễn viên chính xuất sắc nhất                                                            | Far from Heaven                                                     | 2nd Place |
| 2002 | San Diego Film Critics Society Awards              | Nữ diễn viên chính xuất sắc nhất                                                            | Far from Heaven                                                     | Đoạt giải |
| 2002 | Seattle Film Critics Awards                        | Nữ diễn viên chính xuất sắc nhất                                                            | Far from Heaven                                                     | Đoạt giải |
| 2002 | Southeastern Film Critics Association Awards       | Nữ diễn viên chính xuất sắc nhất                                                            | Far from Heaven                                                     | Đoạt giải |
| 2002 | Toronto Film Critics Association Awards            | Best Female Performance                                                                     | Far from Heaven                                                     | Đoạt giải |
| 2002 | Venice Film Festival                               | Nữ diễn viên chính xuất sắc nhất - Audience Award                                           | Far from Heaven                                                     | Đoạt giải |
| 2002 | Venice Film Festival                               | Nữ diễn viên chính xuất sắc nhất - Volpi Cup                                                | Far from Heaven                                                     | Đoạt giải |
| 2002 | Washington DC Area Film Critics Association Awards | Nữ diễn viên chính xuất sắc nhất                                                            | Far from Heaven                                                     | Đoạt giải |
| 2002 | Washington DC Area Film Critics Association Awards | Vai diễn phù hợp nhất                                                                       | The Hours                                                           | Đề cử     |
| 2003 | Academy Award                                      | Vai diễn chính xuất sắc nhất                                                                | Far from Heaven                                                     | Đề cử     |
| 2003 | Academy Award                                      | Nữ diễn viên phụ xuất sắc nhất                                                              | The Hours                                                           | Đề cử     |
| 2003 | BAFTA Award                                        | Nữ diễn viên phụ xuất sắc nhất                                                              | The Hours                                                           | Đề cử     |
| 2003 | Berlin International Film Festival                 | Nữ diễn viên chính xuất sắc nhất                                                            | The Hours                                                           | Đoạt giải |
| 2003 | Broadcast Film Critics Association Awards          | Nữ diễn viên chính xuất sắc nhất                                                            | Far from Heaven                                                     | Đoạt giải |
| 2003 | Central Ohio Film Critics Association              | Nữ diễn viên chính xuất sắc nhất                                                            | Far from Heaven                                                     | 2nd Place |
| 2003 | Chicago Film Critics Association Awards            | Nữ diễn viên chính xuất sắc nhất                                                            | Far from Heaven                                                     | Đoạt giải |
| 2003 | Chicago Film Critics Association Awards            | Nữ diễn viên phụ xuất sắc nhất                                                              | The Hours                                                           | Đề cử     |
| 2003 | Chlotrudis Awards                                  | Nữ diễn viên chính xuất sắc nhất                                                            | Far from Heaven                                                     | Đoạt giải |
| 2003 | Dallas-Fort Worth Film Critics Association Awards  | Nữ diễn viên chính xuất sắc nhất                                                            | Far from Heaven                                                     | Đoạt giải |
| 2003 | Florida Film Critics Circle Awards                 | Nữ diễn viên chính xuất sắc nhất                                                            | Far from Heaven                                                     | Đoạt giải |
| 2003 | Golden Globes                                      | Best Performance by an Actress in a Motion Picture - Drama                                  | Far from Heaven                                                     | Đề cử     |
| 2003 | Independent Spirit Awards                          | Best Female Lead                                                                            | Far from Heaven                                                     | Đoạt giải |
| 2003 | Kansas City Film Critics Circle Awards             | Nữ diễn viên chính xuất sắc nhất                                                            | Far from Heaven                                                     | Đoạt giải |
| 2003 | Las Vegas Film Critics Society Awards              | Nữ diễn viên phụ xuất sắc nhất                                                              | The Hours                                                           | Đề cử     |
| 2003 | Online Film Critics Society Awards                 | Nữ diễn viên chính xuất sắc nhất                                                            | Far from Heaven                                                     | Đoạt giải |
| 2003 | Phoenix Film Critics Society Awards                | Vai diễn chính xuất sắc nhất                                                                | Far from Heaven                                                     | Đoạt giải |
| 2003 | Phoenix Film Critics Society Awards                | Vai diễn phù hợp nhất                                                                       | The Hours                                                           | Đề cử     |
| 2003 | Satellite Awards                                   | Best Performance by an Actress in a Motion Picture - Drama                                  | Far from Heaven                                                     | Đề cử     |
| 2003 | Satellite Awards                                   | Best Performance by an Actress in a Supporting Role - Drama                                 | The Hours                                                           | Đề cử     |
| 2003 | Screen Actors Guild Awards                         | Vai diễn chính xuất sắc nhất                                                                | Far from Heaven                                                     | Đề cử     |
| 2003 | Screen Actors Guild Awards                         | Nữ diễn viên phụ xuất sắc nhất                                                              | The Hours                                                           | Đề cử     |
| 2003 | Screen Actors Guild Awards                         | Vai diễn phù hợp nhất                                                                       | The Hours                                                           | Đề cử     |
| 2003 | Vancouver Film Critics Circle                      | Nữ diễn viên chính xuất sắc nhất                                                            | Far from Heaven                                                     | Đoạt giải |
| 2004 | Empire Awards                                      | Nữ diễn viên chính xuất sắc nhất                                                            | Far from Heaven                                                     | Đề cử     |
| 2004 | GLAAD Media Awards                                 | Excellence in Media Award                                                                   |                                                                     | Đoạt giải |
| 2004 | London Critics Circle Film Awards                  | Actress of the Year                                                                         | Far from Heaven                                                     | Đoạt giải |
| 2004 | Sant Jordi Awards                                  | Best Foreign Actress                                                                        | The Hours and Far from Heaven                                       | Đoạt giải |
| 2005 | Academy of Science Fiction, Fantasy & Horror Films | Nữ diễn viên chính xuất sắc nhất                                                            | The Forgotten                                                       | Đề cử     |
| 2005 | People's Choice Awards                             | Favorite Female Movie Star                                                                  |                                                                     | Đề cử     |
| 2005 | Satellite Awards                                   | Outstanding Actress in a Motion Picture - Drama                                             | The Prize Winner of Defiance, Ohio                                  | Đề cử     |
| 2005 | Teen Choice Awards                                 | Choice Movie Scary Scene                                                                    | The Forgotten                                                       | Đề cử     |
| 2006 | TV Land Awards                                     | Big Screen/Little Screen Star                                                               |                                                                     | Đề cử     |
| 2009 | Academy of Science Fiction, Fantasy & Horror Films | Nữ diễn viên chính xuất sắc nhất                                                            | Blindness                                                           | Đề cử     |
| 2009 | Chicago Film Critics Association Awards            | Nữ diễn viên phụ xuất sắc nhất                                                              | A Single Man                                                        | Đề cử     |
| 2009 | Hollywood Film Festival                            | Supporting Actress of the Year                                                              |                                                                     | Đoạt giải |
| 2009 | Vancouver Film Critics Circle                      | Nữ diễn viên chính xuất sắc nhất in a Canadian Film                                         | Blindness                                                           | Đề cử     |
| 2009 | Washington DC Area Film Critics Association Awards | Nữ diễn viên phụ xuất sắc nhất                                                              | A Single Man                                                        | Đề cử     |
| 2010 | Broadcast Film Critics Association Awards          | Nữ diễn viên phụ xuất sắc nhất                                                              | A Single Man                                                        | Đề cử     |
| 2010 | Chlotrudis Awards                                  | Nữ diễn viên phụ xuất sắc nhất                                                              | A Single Man                                                        | Đề cử     |
| 2010 | Golden Globes                                      | Best Performance by an Actress in a Supporting Role in a Motion Picture                     | A Single Man                                                        | Đề cử     |
| 2010 | Gotham Awards                                      | Vai diễn phù hợp nhất Cast                                                                  | The Kids Are All Right                                              | Đề cử     |
| 2010 | Online Film Critics Society Awards                 | Nữ diễn viên phụ xuất sắc nhất                                                              | A Single Man                                                        | Đề cử     |
| 2010 | Phoenix Film Critics Society Awards                | Vai diễn chính xuất sắc nhất                                                                | The Kids Are All Right                                              | Đề cử     |
| 2010 | Phoenix Film Critics Society Awards                | Vai diễn phù hợp nhất                                                                       | The Kids Are All Right                                              | Đề cử     |
| 2010 | Rome Film Fest                                     | Career Award                                                                                |                                                                     | Đoạt giải |
| 2010 | Santa Barbara International Film Festival          | Montecito Award                                                                             |                                                                     | Đoạt giải |
| 2010 | Satellite Awards                                   | Nữ diễn viên chính xuất sắc nhất in a Motion Picture, Comedy or Musical                     | The Kids Are All Right                                              | Đề cử     |
| 2010 | Washington DC Area Film Critics Association Awards | Vai diễn phù hợp nhất                                                                       | The Kids Are All Right                                              | Đề cử     |
| 2011 | BAFTA Award                                        | Vai diễn chính xuất sắc nhất                                                                | The Kids Are All Right                                              | Đề cử     |
| 2011 | Broadcast Film Critics Association Awards          | Best Acting Ensemble                                                                        | The Kids Are All Right                                              | Đề cử     |
| 2011 | Central Ohio Film Critics Association              | Nữ diễn viên chính xuất sắc nhất                                                            | The Kids Are All Right                                              | Đề cử     |
| 2011 | Central Ohio Film Critics Association              | Vai diễn phù hợp nhất                                                                       | The Kids Are All Right                                              | Đề cử     |
| 2011 | Chlotrudis Awards                                  | Vai diễn phù hợp nhất                                                                       | The Kids Are All Right                                              | Đoạt giải |
| 2011 | Golden Globes                                      | Best Performance by an Actress in a Motion Picture - Comedy or Musical                      | The Kids Are All Right                                              | Đề cử     |
| 2011 | Screen Actors Guild Awards                         | Outstanding Performance by a Cast in a Motion Picture                                       | The Kids Are All Right                                              | Đề cử     |
| 2012 | Critics' Choice Television Award                   | Nữ diễn viên chính xuất sắc nhất in a Movie/Miniseries                                      | Game Change                                                         | Đoạt giải |
| 2012 | Primetime Emmy Award                               | Outstanding Lead Actress in a Miniseries or a Movie                                         | Game Change                                                         | Đoạt giải |